# Qedani Mahlangu
Qedani Dorothy Mahlangu, née le 12 mai 1968 à Bethal, est une femme politique sud-africaine qui siège sans interruption au Conseil exécutif de Gauteng (en) de 2004 à 2017. Elle est surtout connue pour son mandat de membre du Conseil Exécutif (en) (MEC) de Gauteng pour la santé de 2014 à 2017, lorsqu'elle est impliquée dans le scandale Life Esidimeni. En février 2017, elle démissionne du Conseil exécutif et de l'Assemblée législative de la province de Gauteng (en) après que le médiateur de la santé,Malegapuru Makgoba (en), publie un rapport qui l'implique dans le scandale.
Avant sa nomination en tant que MEC de la santé, Mahlangu est MEC pour le développement des infrastructures de 2012 à 2014, MEC pour le développement économique de 2010 à 2012, MEC pour la santé et le développement social de 2009 à 2010 et MEC pour le gouvernement local de 2004 à 2009. Elle est membre du Congrès national africain et remplit plusieurs mandats au sein du comité exécutif provincial du parti à Gauteng.

## Biographie

### Jeunesse et formation
Qedani Mahlangu est né le 12 mai 1968 à Bethal, une ville agricole du Mpumalanga, en Afrique du Sud. Après avoir terminé ses études secondaires, elle obtient son diplôme d'enseignante et poursuit ses études pour obtenir un diplôme supérieur en économie à l'Université du Cap occidental. En outre, elle suit un cours de troisième cycle à la London School of Economics et un programme d'économie au Williams College dans le Massachusetts, aux États-Unis. Elle obtient un baccalauréat spécialisé en économie de l'Université de Western Cape.

### Carrière politique
Mahlangu rejoint le Congrès sud-africain de la jeunesse à la fin des années 1980, puis rejoint la Ligue de la jeunesse de l'ANC au début des années 1990. Elle gravit les échelons de la Ligue des jeunes de l'ANC à divers titres, de la branche au niveau national,. Son adhésion est passée de la Ligue de la jeunesse de l'ANC à l'adhésion à part entière au Congrès national africain[réf. nécessaire], et elle est devenue membre du parlement en 1998, servant le parti Gauteng Whip au Conseil national des Provinces. Après les élections de 1999, elle est nommée présidente de la commission restreinte des finances du Conseil national des Provinces, poste qu'elle occupe jusqu'en 2004 ,,.
Elle participe aux structures de l'ANC à divers titres, notamment en tant que membre du comité exécutif provincial de l'ANC à Gauteng depuis 2002. De 2003 à avril 2004, elle est déployée dans le cadre de la campagne électorale de l'ANC dans le Gauteng et à l'échelle nationale,,.
Mahlangu est répertoriée comme contact de circonscription pour les bureaux de circonscription de Kliptown et Midvaal ANC à l'Assemblée législative provinciale de Gauteng.

## Gouvernement provincial de Gauteng

### Gouvernement local MEC: 2004–2009
Le 29 avril 2004, à la suite des élections générales de 2004, le premier ministre Mbhazima Shilowa nomme Mahlangu au Conseil exécutif de Gauteng en tant que membre du Conseil exécutif (MEC) pour le gouvernement local. Elle occupe ce poste jusqu'en 2009 sous Shilowa et son successeur, Paul Mashatile. Alors qu'elle est dans le portefeuille, elle initie "Operation Consolidate", un vaste programme de soutien financier aux municipalités qui visait à améliorer les systèmes de gestion financière au niveau municipal. Elle appelle les municipalités à réduire les services à tous les ministères provinciaux ou nationaux qui ne respectaient pas leurs tarifs et leurs services.
En 2008, le Mail & Guardian rapporte que Mahlangu fait passer un accord foncier qui, selon une enquête médico-légale, est irrégulier. Jules Browde, alors commissaire à l'intégrité de la législature provinciale de Gauteng, enquête à la demande de l'opposition Alliance démocratique ; il conclut que l'accord est "parfaitement légitime".

### Santé et développement social MEC: 2009-2010
Mahlangu est réélue à son siège législatif lors des élections générales de 2009 et la première ministre nouvellement élue Nomvula Mokonyane la transfère à un nouveau portefeuille en tant que MEC pour la santé et le développement social.
En juin 2007, le ministère de la Santé, Gauteng conclut un accord de niveau de service avec Baoki Consortium et 3P Consultants en vertu duquel 3P Consulting est obligé de créer une unité de gestion de projet pour le ministère afin de mettre en place un système d'information sur la santé et des dossiers de santé électroniques pour Hôpitaux et cliniques de Gauteng. Le 23 mars 2009, l'accord est prolongé de trois ans par le MEC de la santé de l'époque, Brian Hlongwa. Mahlangu remplace Hlongwa au poste de MEC de la santé le 8 mai 2009 après les élections nationales, dans le cadre du premier cabinet provincial de Nomvula Mokonyane. Peu de temps après, Mahlangu procède à un examen des projets et le 1er juillet 2009, elle écrit une lettre à 3P Consulting indiquant que le département annule l'accord prolongé. Selon l'affidavit de Mme Mahlangu, cela est « dû à de graves allégations d'irrégularités ainsi qu'à des irrégularités dans l'attribution ainsi qu'à la prolongation de l'accord ». Il y a un vaste litige entre les parties et le 18 février 2010, la Haute Cour du Sud Gauteng (Lamont J) rend une déclaration selon laquelle l'accord de services entre 3P Consulting et le département est valablement conclu et prolongé. Le département fait appel de la décision de la Haute Cour et échoue. De plus, le 7 février 2011, la Cour constitutionnelle refuse l'autorisation d'interjeter un autre appel. Le 13 octobre 2011, 3P Consulting engage une procédure de requête contre le département réclamant le paiement de quelque R99 millions hors intérêts et frais. La procédure est défendue par le département et renvoyée en jugement. Avant le procès 3P Consulting est mis en liquidation. Sa réclamation contre le ministère est son seul actif substantiel. Les liquidateurs demandent la nomination d'un commissaire chargé d'enquêter sur les affaires de l'entreprise et de déterminer si elle devait poursuivre le litige contre le ministère pour recouvrer la créance,. En juillet 2014, l'autorité nationale chargée des poursuites demande à la Haute Cour du sud de Gauteng d'émettre des ordonnances de conservation sur toute réclamation que 3P Consulting et Baoki auraient pu déposer contre le ministère de la Santé de Gauteng, saisissant effectivement ces réclamations en tant que produit d'activités illégales, à la suite de la saisie de La maison de luxe de Hlongwa,.
Le 19 mai 2010, six bébés prématurés (signalés initialement comme cinq) sont morts de diarrhée à l'hôpital Charlotte-Maxeke (en) de Johannesburg. Mahlangu reconnait qu'elle devrait assumer une part de responsabilité dans les décès, mais refuse d'admettre toute négligence de la part de l'hôpital ou de son personnel. Le professeur Keith Bolton, qui est également chef de la pédiatrie à l'hôpital Rahima Moosa, aide à compiler le rapport qui conclut qu'il s'agit d'un cas inhabituel. Les familles ne reçoivent aucune compensation de la part du département,.
En septembre 2010, Mahlangu supervise le processus de fermeture de 3 hôpitaux antituberculeux dans la province de Gauteng, à savoir l'hôpital antituberculeux Charles Hurwitz à Soweto, l'hôpital antituberculeux Tshepong à Tshwane et l'hôpital antituberculeux East Rand à Ekurhuleni. Mahlangu défend la fermeture des trois hôpitaux antituberculeux de Gauteng comme étant nécessaire pour économiser de l'argent et canaliser les ressources là où elles sont le plus nécessaires, avec environ 3 millions de rands prévus d'économies par an,.

### Développement économique MEC: 2010-2012
Après moins de deux ans dans le portefeuille de la santé, le 2 novembre 2010, Mahlangu est nommé MEC pour le développement économique lors d'un remaniement ministériel majeur par le premier ministre Mokonyane,.
En 2012, elle dirige la création de Township Enterprise Hubs à Sebokeng ; Sharpville ; Kagiso ; Katlehong ; Winterveld, et Tembisa. Chaque hub doit fournir le cluster automobile ; Pôle Services et Pôle Industrie légère. Ces centres sont intégrés, le gouvernement provincial dépensant au moins 5 % de son budget d'approvisionnement de 10 milliards de rands pour les biens et services aux entreprises du canton, d'ici la fin de 2015,,.
Entre 2011 et 2013, Mahlangu travaille pour introduire un règlement sur les alcools de Gauteng sur les licences Shebeen, dans la loi de 2003 sur les alcools de Gauteng. Dans ce cadre réglementaire, les permis Sheeben seraient remplacés par des licences Sheeben délivrées et réglementées par le Gauteng Liquor Board. La réglementation vise à décourager le commerce de l'alcool le dimanche et les jours fériés religieux, ainsi qu'à interdire à tout shebeen ou taverne d'opérer à moins de 500 mètres d'une école ou d'un lieu de culte,. Le règlement est largement accepté par le public, bien que certaines parties prenantes aient résisté au règlement en invoquant des difficultés d'application. Certaines des dispositions du règlement sont assouplies, notamment en autorisant le commerce de l'alcool le dimanche.
Mahlangu licencie le conseil d'administration et son président, le prince Mafojane, en 2012 lorsqu'ils remettent en question sa décision de déménager de Bramley, dans le nord de Johannesburg, au nouveau bâtiment du ministère du Développement économique dans le centre-ville de Johannesburg,. Les membres du conseil portent l'affaire devant la Cour suprême d'appel d'Afrique du Sud et obtiennent gain de cause le 27 mai 2013. Le tribunal juge qu'"elle agit dans un but inavoué, pour faire pression sur le conseil d'administration afin qu'il héberge, dans un immeuble dont il est propriétaire, une entité commerciale nommée par elle", en outre, il juge que la décision de résilier l'adhésion de tous les membres du Conseil annulé, et le tribunal exprime son mécontentement face à la manière autoritaire dont MEC s'est comporté".

### Développement des infrastructures MEC: 2012–2014
Dans un autre remaniement, annoncé par Mokonyane le 16 juillet 2012, Mahlangu est transféré du portefeuille de développement économique au portefeuille de développement des infrastructures.
En 2014, le Premier ministre Mokonyane, le MEC des finances Mandla Nkomfe et le MEC des infrastructures Qedani Mahlangu sont innocentés par le comité permanent des privilèges et de l'éthique de la législature de Gauteng après que la commission de l'intégrité enquête sur des allégations de dépenses frauduleuses à leur encontre. Mahlangu est condamnée à rembourser le R7309 qu'elle utilise pour acheter des articles en cuir avec sa carte de crédit émise par le gouvernement à Istanbul, en Turquie, lors d'une visite en 2013,.

### Santé MEC: 2014-2017
Mahlangu est réélue à la législature provinciale lors des élections générales de 2014, classé neuvième sur la liste des partis de l'ANC. Le 23 mai, elle retrouve son ancien portefeuille de MEC pour la santé (maintenant séparé du portefeuille du développement social) sous le successeur de Mokonyane, le premier ministre nouvellement élu David Makhura.
De janvier 2010 à la fin de l'exercice 2014/15, le département provincial de la santé verse environ 544 rands millions de dollars en dommages et règlements liés à des cas de négligence médicale. Mahlangu est chargé par le Premier ministre Makhura d'examiner un mécanisme différent pour traiter les cas de négligence médicale en plus des procédures judiciaires où le département perd environ 168 cas au cours de la même période. Certains des cas de négligence médicale incluent, les agents de sécurité refusant les patients des cliniques, entraînant au moins deux décès en 2015, et de graves lésions cérébrales avec paralysie cérébrale, subies par un petit garçon où le personnel de l'hôpital aurait omis de surveiller correctement lui après sa naissance en 2007.

#### Scandale Life Esidimeni
En 2015, Mahlangu annonce la décision de son département de résilier son contrat avec le groupe hospitalier privé Life Healthcare et ses établissements psychiatriques Life Esidimeni pour économiser de l'argent, car le département payait 320 rands par jour et par patient à Life Esidimeni. La majeure partie des patients subventionnés par l'État seraient confiés aux soins d'organisations communautaires moins chères. Mahlangu rencontre une énorme opposition publique, mais poursuit sa décision. Des experts, des familles et des militants avertissent que les organisations ne pouvaient pas fournir les soins de haut niveau dont la plupart des patients de Life Esidimeni ont besoin. Le 13 septembre 2016, dans ce qui est devenu plus tard connu sous le nom de Life Healthcare Esidimeni Scandal,,, Mahlangu révèle lors d'une réponse orale aux questions de Jack Bloom, que 36 patients psychiatriques qui sont transférés de Life Healthcare Esidimeni plus tôt en 2016 est décédé alors qu'il est sous la garde des ONG. Cela incite le ministre de la Santé Aaron Motsoaledi à demander au médiateur de la santé, le professeur Malegapuru W Makgoba, d'enquêter sur les décès deux jours après la divulgation par Mahlangu. Un rapport demandé par le ministre de la Santé est finalement publié le 1er février 2017, après avoir été retardé par Mahlangu qui voulait du temps pour parcourir le document, ainsi qu'une prolongation du délai pour fournir des commentaires. Le rapport conclut que beaucoup plus de 36 patients sont décédés et recommande que l'aptitude de Mahlangu en tant que MEC soit réexaminée.

#### Conséquences
Dans la soirée du 1er février 2017, peu après la publication du rapport du Médiateur de la santé, Mahlangu démissionne du Conseil exécutif. La première ministre Makhura déclare qu'elle serait remplacée en tant que MEC par Gwen Ramokgopa, le vice-ministre national sortant de la Santé, et que le MEC du développement social de Gauteng, Nandi Mayathula-Khoza, superviserait son portefeuille à titre intérimaire jusque-là. Mahlangu démissionne de son siège à l'Assemblée législative provinciale de Gauteng, bien qu'elle soit restée membre du Comité exécutif provincial de l'ANC à Gauteng. Sa réélection au Comité exécutif provincial en juillet 2018 provoque un tollé public  jusqu'à ce qu'en décembre 2018, le Comité exécutif national de l'ANC lui demande de démissionner de l'organisme.
Les décès de Life Esidimeni font l'objet d'une enquête par une enquête et par l'arbitre Dikgang Moseneke. Mahlangu n'est pas disponible pour témoigner lors des audiences d'arbitrage, apparemment parce qu'elle passait des examens à la London School of Economics, bien que l'université ait déclaré au Bhekisisa Centre for Health Journalism qu'aucun examen n'a lieu. Elle comparait pour témoigner en 2018 et conteste l'implication du médiateur de la santé selon laquelle elle fait preuve de négligence, arguant qu'elle est la chef politique du département de la santé de Gauteng et qu'il aurait été inapproprié pour elle d'intervenir dans les activités opérationnelles du département.

## Vie privée
Qedani Mahlangu est célibataire[réf. nécessaire] et a un enfant, Nkululeko Chris Skhosana, né en 1996.